# (1984) Fedynskij
(1984) Fedynskij ist ein Asteroid des Hauptgürtels, der am 10. Oktober 1926 vom russischen Astronomen Sergei Iwanowitsch Beljawski am Krim-Observatorium in Simejis entdeckt wurde.
Benannt ist der Asteroid nach dem russischen Geophysiker Wsewolod Wladimirowitsch Fedynski.